# Linden (Town, Iowa County)
Die Town of Linden ist eine von 14 Towns im Iowa County im US-amerikanischen Bundesstaat Wisconsin. Im Jahr 2010 hatte die Town of Linden 847 Einwohner.
Town hat in Wisconsin eine grundlegend andere Bedeutung, als im übrigen englischsprachigen Bereich. Vielmehr entspricht sie den in den anderen US-Bundesstaaten üblichen Townships, die nach dem County die nächstkleinere Verwaltungseinheit bilden.
Das Gebiet der Town of Linden ist Bestandteil der Metropolregion Madison.

## Geografie
Die Town of Linden liegt im Südwesten Wisconsins. Der am Mississippi gelegene Schnittpunkt der drei  Bundesstaaten Wisconsin, Iowa und Minnesota liegt rund 130 km nordwestlich; nach Illinois sind es rund 55 km in südlicher Richtung.
Die geografischen Koordinaten des Zentrums der Town of Linden sind 42°55′03″ nördlicher Breite und 90°15′37″ westlicher Länge. Sie erstreckt sich über eine Fläche von 157,1 km². Die Town of Linden umschließt vollständig die City of Linden, ohne dass diese der Town angehört. 
Die Town of Linden liegt im Südwesten des Iowa County und grenzt an folgende Nachbartowns:
| Town of Eden                       |                                             | Town of Dodgeville    |
| Town of Mifflin                    | Kompassrose, die auf Nachbargemeinden zeigt | Town of Mineral Point |
| Town of Belmont (Lafayette County) | Town of Kendall (Lafayette County)          |                       |

## Verkehr
Der U.S. Highway 18 führt in West-Ost-Richtung durch den Norden der Town of Linden. Vom US 18 zweigt in südlicher Richtung der Wisconsin State Highway 39 ab. In der nicht zur Town gehörenden Stadt Mineral Point kreuzen diese Straßen. Daneben führen durch das Gebiet der Town noch die County Highways A, B, E, J, Q und X. Alle weiteren Straßen sind untergeordnete Landstraßen sowie teils unbefestigte Fahrwege.
Mit dem Iowa County Airport befindet sich im Südosten der Town ein kleiner Flugplatz. Die nächsten Verkehrsflughäfen sind der Dubuque Regional Airport in Iowa (rund 85 km südwestlich), der Dane County Regional Airport in Wisconsins Hauptstadt Madison (rund 100 km ostnordöstlich) und der Chicago Rockford International Airport (rund 160 km südöstlich).

## Bevölkerung
Nach der Volkszählung im Jahr 2010 lebten in der Town of Linden 847 Menschen in 308 Haushalten. Die Bevölkerungsdichte betrug 5,4 Einwohner pro Quadratkilometer. In den 308 Haushalten lebten statistisch je 2,53 Personen. 
Ethnisch betrachtet setzte sich die Bevölkerung zusammen aus 97,3 Prozent Weißen, 0,1 Prozent (eine Person) amerikanischen Ureinwohnern, 0,2 Prozent Asiaten sowie 1,1 Prozent aus anderen ethnischen Gruppen; 1,3 Prozent stammten von zwei oder mehr Ethnien ab. Unabhängig von der ethnischen Zugehörigkeit waren 2,2 Prozent der Bevölkerung spanischer oder lateinamerikanischer Abstammung. 
22,3 Prozent der Bevölkerung waren unter 18 Jahre alt, 56,7 Prozent waren zwischen 18 und 64 und 21,0 Prozent waren 65 Jahre oder älter. 48,6 Prozent der Bevölkerung war weiblich.
Das mittlere jährliche Einkommen eines Haushalts lag bei 51.635 USD. Das Pro-Kopf-Einkommen betrug 20.953 USD. 10,1 Prozent der Einwohner lebten unterhalb der Armutsgrenze.

## Ortschaften in der Town of Linden
Neben Streubesiedlung existiert in der Town of Linden noch die gemeindefreie Siedlung Edmund.